# (14535) Kazuyukihanda
(14535) Kazuyukihanda (1997 RF) – planetoida z pasa głównego asteroid okrążająca Słońce w ciągu 5,8 lat w średniej odległości 3,23 j.a. Odkryta 1 września 1997 roku.